# Carl Kröger
Carl Kröger, född 4 oktober 1711, död 3 juli 1773, var en svensk präst och riksdagsman.
Kröger föddes i Karlshamn i Blekinge som son till handaren Johan Kröger och hans hustru Katarina Winge. År 1728 inskrevs han vid Lunds universitet och 1731 var han färdig att prästvigas. Efter prästvigningen började han sin tjänstgöring i barndomsstaden och utnämndes 1735 till komminister där. År 1745 förflyttades han som kyrkoherde till Vinslöv och Nävlinge pastorat i Skåne och förordnades 1762 till häradsprost i Västra Göinge. Han invaldes därefter till 1765-66 års riksdag, och syntes vid den riksdagen inte gjort stort väsen av sig, under mössornas styre. Vid den följande riksdagen 1769, efter vunna framgångar i att vinna kandidater bland riksdagsmännen ville hattpartiet utesluta tio mössor ur riksrådet.
Kröger var en av de få som vågade uppträda till rådsherrarnas försvar. Han kom även med hård kritik mot sekreta utskottets föreslagna säkerhetsakt eller "akt om personlig säkerhet samt säkerhet om äganderätten". Akten innehöll en stark inskränkning av riksdagens möjligheter att påverka kungen och rådets beslut. Till straff för sina uttalanden blev Kröger i november 1769 utesluten ur prästeståndet som riksdagsman på livstid. Han kom nu att bli en politisk martyr för sitt stånd. Vid sin avfärd från Stockholm åtföljdes han av en hyllande skara och Stockholms borgerskap skänkte honom en silverkanna.
Livstidsförbudet mot återval upphävdes dock, däremot gick prästeståndets talman ut och uppmanade Skånes präster att inte återvälja Kröger som riksdagsman. Detta fick helt motsatt effekt, och Kröger återvaldes med stor majoritet. Vid riksdagen 1771-1772 hade mössorna nu återvunnit majoritet. Den 19 augusti 1772 genomförde dock Gustav III sin statsvälvning, och Kröger var en av de riksdagsmän som arresterarades i samband med denna. Han släpptes emellertid efter två dagars fångenskap efter att ha tvingats skriva godkänna Gustav III:s maktövertagande. Kröger avled redan året därpå.